# Colard Mansion
Pour les articles homonymes, voir Mansion.
Colard Mansion (ou Colart Mansion, en latin : Colardum Mansion), né avant 1440 et mort après mai 1484, est un copiste, calligraphe, enlumineur, libraire, traducteur et imprimeur originaire des Flandres, l'un des premiers à avoir imprimé des livres en langue française et à utiliser la gravure sur cuivre pour illustrer des ouvrages.

## Biographie
Colard Mansion commence sa carrière en tant que copiste. Installé à Bruges tout comme Jean Brito, il est connu dans cette ville entre 1440 et 1454 également comme libraire, calligraphe et miniaturiste. Il y pratique le négoce de manuscrits auprès de commanditaires fortunés. En 1467, il produit la copie du Romuleon d'après une traduction de Jean Miélot. Il aurait quitté Bruges vers 1469-1470 et on soupçonne que c'est alors qu'il se serait formé à l'imprimerie dans une ville allemande[réf. nécessaire]. Il aurait travaillé aux côtés de William Caxton, venu à Bruges vers 1473, les deux hommes associant leurs noms à celui de Johann Veldener pour produire le Recuyell of the Historyes of Troye de Raoul Lefèvre (v. 1474-1475) qui est le premier livre imprimé en langue anglaise. 
Selon Paul Dupont, il introduit la typographie à Bruges et y imprime entre 1475 et 1476 une version en français (et non plus en latin) du Jardin de dévotions, à peu près en même temps que Pasquier Bonhomme, qui lui, produit à Paris Les Chroniques de France, et Barthélemi Bayer, qui, à Lyon, imprime en français La Légende dorée. Cette même année, il publie le Livre de la Ruyne des hommes et des femmes de Boccace en y réservant des espaces vierges dans la mise en pages afin d'y coller les illustrations exécutées au burin. Jusqu'en 1484, Mansion imprime à Bruges d'imposants volumes illustrés, considérés comme des incunables et conservés notamment à la Bibliothèque publique de Bruges (Openbare Bibliotheek Brugge). 
Mansion prend de plein fouet la crise économique qui frappe Bruges à la suite de la disparition de l'État bourguignon après la mort de Charles le Téméraire (1477), et l'on perd sa trace après mai 1484, et il serait allé, d'après certaines sources, en Picardie du côté d'Abbeville. 
L'un de ses derniers travaux recensés a été imprimé en collaboration avec Gerard Leeu, Le dialogue des créatures (Dialogus creaturarum) pour lequel Mansion traduisit cinq textes du latin. On connaît de lui à ce jour une vingtaine d'ouvrages.

## Quelques ouvrages recensés

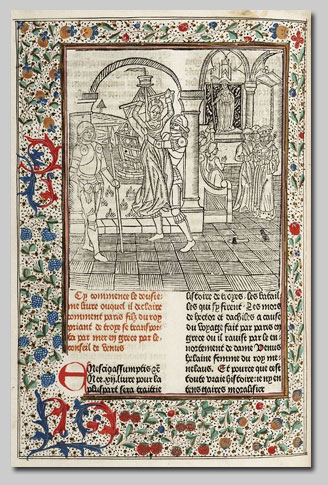
Gravure et enluminures illustrant le début du douzième livre de l'Ovide moralisé imprimé par Mansion en mai 1484 dans l'exemplaire de Charles de Croÿ (Bruges, Bibliothèque Municipale, Inc. 3877, f. 294v)

- 1467  Romuleon (manuscrit dédié à Philippe III de Bourgogne)
- ~1472  La penitance Adam (manuscrit, dédié à Louis de Gruuthuse)
- Les dits des philosophes (manuscrit)
- ~1476  Jardin de dévotion, auquel l'âme dévote quiert son amoureux Jésus-Christ de Pierre d'Ailly, son premier livre en tant qu'imprimeur indépendant[6].
- 1476  De la ruine des nobles hommes et femmes (De casibus virorum illustrium) de Boccace, traduit par Laurent de Premierfait, premier livre illustré de gravures sur cuivre[7] exécutées sans doute par Marc le Bongeteur.
- 1476  Controversie de Noblesse
- 1477  La consolation de philosophie (De consolatione philosophiae ) de Boèce
- 1477  Estrif de Fortune et de Vertu (sur Gallica)
- 1477  Traité de l’espere, tr. française du Tractatus de Origine, Natura, Jure et Mutationibus Monetarum d'Oresme
- 1479  Le Quadrilogue invectif d'Alain Chartier
- ~1479  La doctrine de bien vivre en ce monde (ou Donat espirituel) de Jean Gerson
- 1479  La somme rurale de Jean Boutillier
- 1480  Art de bien mourir (anonyme)
- ~1480 Les Évangiles des quenouilles
- ~1480 Rhodiae Obsidionis descriptio de Guillaume Caoursin
- 1481  Valere Maxime dédié à Philippe de Hornes
- ~1481 La vie de Saint Hubert[8],
- 1482  Dyalogue des creatures
- 1484  Ovide moralisé tiré des Métamorphoses d'Ovide

Non datés :
- Distiques de Caton
- La Danse des aveugles de Pierre Michault
- Invectives contre la secte de Vauderie
- Les adevineaux amoureux